# Rio Laranjeiras (Paraíba)
O rio Laranjeiras é um rio brasileiro que banha a microrregião de João Pessoa no estado da Paraíba. É um dos afluentes do rio Cuiá.